# Vulsella vulsella
Vulsella vulsella is een tweekleppigensoort uit de familie Pteriidae. De wetenschappelijke naam van de soort is gepubliceerd in 1758 door Linnaeus als Mya vulsella in de tiende editie van Systema naturae. 